# Lina Hernández
Lina Marcela Hernández Gómez (El Carmen de Viboral (Antioquia), 4 de enero de 1999) es una ciclista profesional colombiana de pista y ruta. Desde 2021 corre para el equipo de categoría UCI Women's Continental Team el Colombia Tierra de Atletas Femenino. Es hermana del ciclista colombiano Brayan Hernández.

## Palmarés

### Pista
2018
- Campeonato Panamericano de Pista
  -  Bronce en Ómnium
- Campeonato de Colombia en Pista
  -  Bronce en Persecución individual
  -  Plata en Persecución por equipos (junto con Daniela Atehortúa, Estefanía Herrera y Jessenia Meneses)
  -  Plata en Madison o Americana
  -  Bronce en Madison o Americana

2019
- Campeonato Panamericano de Pista
  -  Bronce en Carrera por puntos
- Campeonato de Colombia en Pista
  -   Oro en Persecución individual
  -   Oro en Carrera por puntos
  -   Oro en Ómnium
  -  Plata en Madison o Americana

### Ruta
2018
- Campeonato de Colombia Contrarreloj sub-23
- Campeonato de Colombia en Ruta sub-23
- 1 etapa del Tour Femenino de Colombia[1]

2019
- Campeonato de Colombia Contrarreloj sub-23

2020
- Campeonato de Colombia Contrarreloj sub-23
- Campeonato de Colombia en Ruta sub-23
- 1 etapa de la Vuelta a Colombia Femenina
- Tour Femenino de Colombia, más 2 etapas

2021
- Campeonato de Colombia Contrarreloj sub-23
- Campeonato de Colombia en Ruta sub-23
- Campeonato Panamericano Contrarreloj sub-23
- 2.ª en el Campeonato Panamericano Contrarreloj
- Campeonato Panamericano en Ruta sub-23
- Juegos Panamericanos Junior

2022
- Campeonato de Colombia Contrarreloj
- 2.ª en el Campeonato Panamericano Contrarreloj
- 2.ª en los Juegos Suramericanos Contrarreloj
- 2.ª en los Juegos Suramericanos en Ruta

2023
- Campeonato de Colombia Contrarreloj

## Equipos
- Club Deportivo Talentos Carmelitanos Del Carmen de Viboral (2014 - 2018)
- Avinal GW El Carmen de Viboral (2019)
- Colnago CM Women Team (2020)
- Colombia Tierra de Atletas Femenino (2021-2023)